# مهدی الزایری (خواننده پاپ عربی)
مهدی شیخ‌زایری (زادهٔ ۱۷ اسفند ۱۳۷۲ در اهواز) با نام هنری مهدی الزایری، خوانندهٔ موسیقی پاپ عربی و فرهنگ موسیقی محلی خوزستانی است که از سال ۱۳۹۱ فعالیت حرفه‌ای خود را آغاز کرده‌است. او در رسانه‌هایی مانند «نسیم خوزستان», «خبرگزاری فارس», «خبرآنلاین» و «آخرین خبر» معرفی شده و به‌عنوان یکی از چهره‌های برجستهٔ موسیقی پاپ عربی در منطقه شناخته می‌شود.

## زندگی و تحصیلات
مهدی زایری در یک خانواده پرجمعیت در اهواز به دنیا آمد و تحصیلات خود را تا مقطع دیپلم ادامه داد. علاقه او به موسیقی از دوران کودکی آغاز شد و اجرای سرود و شرکت در مسابقات قرآن راه ورود او به دنیای هنر شد.

## فعالیت هنری
او فعالیت هنری‌اش را با اجرای ترانه‌های محلی آغاز کرد و با انتشار تک‌آهنگ‌هایی در سبک پاپ عربی به شهرت رسید. آثار معروف او شامل «تعال اسمع»، «کفو»، «مریخ»، «انّه اهوازی» و «سحر سوالی» هستند. وی همچنین با خواننده احمد ماها در قطعاتی مانند «آخر احساس» و «آتش عشق» همکاری داشته‌است.

## اجراها و فعالیت رسانه‌ای
او در جشنواره‌ها، برنامه‌های تلویزیونی و محافل فرهنگی در استان خوزستان اجرا داشته و آثارش با استقبال رسانه‌های منطقه‌ای روبه‌رو شده‌است.

## دیدگاه
مهدی زایری معتقد است موسیقی می‌تواند ابزاری برای انتقال فرهنگ و همدلی اجتماعی باشد و تأکید دارد که اثر هنری او بر پایهٔ فرهنگ و هویت مردم خوزستان شکل می‌گیرد.